# مستقبلات ألفا-2 الأدرينالية

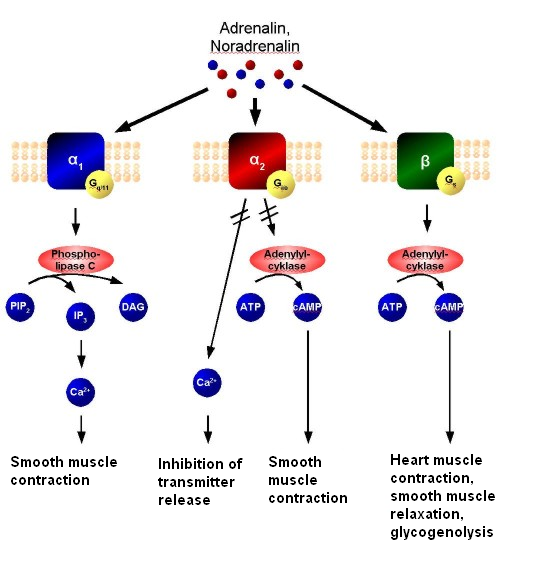

المستقبل ألفا-2 أدرينالي الفعل أو المستقبل الأدريني ألفا-2 هو مستقبل مقترن بالبروتين ج مرتبط بالبروتين ج الثلاثي المتغاير ذي الوحدة الفرعية ألفا Gi المثبِطة. يتكون من ثلاث أنواع فرعية عالية التماثل هي ألفا-A2، ألفا-B2، وألفا-C2 أدرينالية الفعل. بعض الأجناس غير البشر تملك مستقبلا رابعا ألفا-D2 أدرينالي الفعل. الكاتيكولامينات مثل النورإبينفرين (نورأدرينالين) والأدرينالين تؤشر عبر المستقبل الأدريني ألفا-2 في الجهازين العصبيين المركزي والمحيطي.

## تأثيراته
المستقبل الأدريني ألفا-2 يتواجد بشكل طبيعي على النهايات قبل الموصلية الوعائية أين يقوم بتثبيط تحرير (إفراز) النورإبينفرين (نورأدرينالين) على هيئة تغذية راجعة سلبية. ويتواجد كذلك على خلايا أوعية العضلات الملساء في بعض الأوعية الدموية، كتلك الموجودة على شرينات الجلد أو على الأوردة، أين تتموضع بجوار المستقبل الأدريني ألفا-1 الأكثر انتشارا. يرتبط المستقبل الأدريني ألفا-2 بكل من النورإبينفرين المحرر بواسطة الألياف التالية للعقد الودية والإبينيفرن (الأدرينالين) المحرر بواسطة لب الغدة الكظرية، مع الارتباط بالنورإبينفرين بألفة أكبر قليلا. يملك هذا المستقبل العديد من الوظائف المشتركة مع المستقبل الأدريني ألفا-1، لكن يملك تأثيرات خاصة به كذلك. تُستخدم ناهضات (منشطات) المستقبل الأدريني ألفا-2 بشكل متواتر في التخدير البيطري أين تؤثر على التهدئة، استرخاء العضلات، والتخدير عبر تأثيرات على الجهاز العصبي المركزي (CNS).

## تسلسل التأشير
تتفكك الوحدة الفرعية ألفا الخاصة بالبروتين ج المثبط Gi من البروتين ج، وترتبط مع محلقة الأدينيلات فيسبب ذلك تعطيل المحلقة، وينتج عن هذا التعطيل انخفاض في أحادي فوسفات الأدينوسين الحلقي cAMP المنتَج من الـATP، وهذا يقود إلى انخفاض في cAMP الخلوي. بعد ذلك لا يمكن تنشيط كيناز البروتين A‏ (PKA) بواسطة cAMP، لذلك يصبح من غير الممكن فسفرة بروتينات مثل كيناز الفسفوريلاز بواسطة (PKA). بشكل محدد، كيناز الفسفوريلاز مسؤول على فسفرة وتنشيط فسفوريلاز الغليكوجين وهو إنزيم ضروري لهدم الغليكوجين. ومنه في هذا المسار، تأثير تعطيل محلقة الأدينيلات مع الاتجاه (مع المسار) هو انخفاض في هدم الغليكوجين.
ارتخاء حركة السبيل المعدي المعوي يتم بواسطة تثبيط قبل مشبكي، أين تَمنع فيه النواقل إفرازا إضافيا عبر تأثيرات تنظيمات تفارغية.